# Mozarts rejser til Italien
Mozarts rejser til Italien omfatter tre rejser som den unge Wolfgang Amadeus Mozart og hans far Leopold foretog i Italien mellem 1769 og 1773. Den første var en udvidet rundtur på 15 måneder. Den blev finansieret af forestillinger for adelen og ved offentlige koncerter og omfattede de vigtigste italienske byer. De senere ture gik til Milano, hvor Wolfgang skulle færdiggøre operaer, som var bestilt under det første besøg.
Leopold var fra 1747 ansat som musiker ved ærkebiskoppen af Salzburgs hof og blev vicekapelmester i 1763. Han havde brugt meget tid på Wolfgangs og søsteren Nannerls musikalske uddannelse. Han tog dem på en "dannelsesrejse" mellem 1764 og 1766 og brugte noget af 1767 og det meste af 1768 med dem i den kejserlige hovedstad, Wien. Børnenes optræden fængslede publikum, især tidligt på disse rejser, og de havde gjort et stort indtryk på det europæiske publikum. I 1769 nåede Nannerl voksenalderen, men Leopold var ivrig efter at fortsætte den 13-årige Wolfgangs uddannelse i Italien, en nødvendighed for enhver ung komponist i det 18. århundrede.
I forhold til Wolfgangs musikalske uddannelse var de tre ture en stor succes. På den første blev hans optrædener vel modtaget, og hans talent blev anerkendt med hædersbevisninger, herunder en paveligt ridderskab og medlemskaber i førende filharmoniske selskaber. Trods sin ungdom modtog han bestilling på tre operaer til Milanos berømte Teatro Regio Ducale; alle værker fik succes hos såvel kritikere og publikum. Han mødte mange af Italiens førende musikere, herunder den berømte teoretiker Giovanni Battista Martini, under hvem han studerede i Bologna. Leopold håbede også, at Wolfgang og muligvis han selv ville få en prestigefyldt udnævnelse ved et af Italiens habsburgske hoffer. Dette mål blev vigtigere i takt med, at hans muligheder for forfremmelse i Salzburg svandt; hans vedholdende indsats for at sikre sig beskæftigelse andetsteds, behagede ikke det kejserlige hof, og endte med at udelukke et videre avancement hos ærkebiskoppen. Rejserne endte derfor ikke i triumf, men i en vis skuffelse og frustration.

## Baggrund
I november 1766 var Mozart-familien vendt tilbage til Salzburg efter tre og et halvt års dannelsesrejse til de store nordeuropæiske byer, en rejse der blev indledt, da Wolfgang var syv og Nannerl tolv. Leopold havde stort set nået, hvad han havde sat sig for: Vise verden sine børns talenter og fremme deres musikalske uddannelse. Et ophold i Wien i 1767 var mindre lykkeligt: Et koppeudbrud førte til Ærkehertuginde Maria Josepha af Østrigs død og forhindrede børnene i at optræde ved det kejserlige hof og tvang familien til at søge tilflugt i Bøhmen, hvor Wolfgang alligevel pådrog sig sygdommen. De vendte tilbage til Wien i januar 1768, men nu var børnene ikke længere så unge, at de skabte sensation ved deres offentlige koncerter. Leopold var overivrig efter at sikre en opførelse af Wolfgangs første opera, La finta semplice, og var i den forbindelse kommet til at fornærme hofkomponisten Christoph Willibald Gluck. I september 1768 klagede Leopold til kejser Joseph II, over at hofimpresarioen Giuseppe Affligio havde været involveret i intriger for at obstruere opførelsen af den nye opera, hvilket yderligere kan have skadet Mozarts navn ved hoffet. Operaen fik premiere i Salzburg det følgende år, men opnåede ingen forestillinger i Wien, hvor Leopold udviklet et ry for at være påtrængende og "anmassende".
Efter at være vendt tilbage til Salzburg i januar 1769 anså Leopold den 18-årige Nannerls uddannelse for næsten færdig og fokuserede nu endnu mere ihærdigt på Wolfgang. Han besluttede at tage drengen med til Italien, som på den tid, før samlingen i 1861, var en række af hertugdømmer, republikker og pavestater foruden Kongeriget Napoli i syd. Han havde ønsket at omfatte Italien i slutningen af den tidligere dannelsesrejse, men havde opgivet tanken af frygt for, at et længere fravær ikke ville blive vel modtaget i Salzburg. I mere end to århundreder havde Italien været kilde til fornyelser i musikalsk stil og smag, et hjemsted for kirkemusik og frem for alt operaens vugge. Efter Leopolds opfattelse måtte Wolfgang derfor absorbere førstehåndsviden om musikken i Venedig, Napoli og Rom for at blive i stand til at imødekomme fremtidige kommissioner fra Europas operahuse, beskrevet af Stanley Sadie som "the late eighteenth-century composers' honeypots" ("lykken for komponister sidst i det 18. århundrede"). Leopold ønskede, at Wolfgang fordybede sig i det italienske sprog, at han oplevede kirkemusik af højeste kvalitet, og at han udvidede sit netværk af indflydelsesrige bekendte. Det var også mulighed for både Wolfgang og Leopold at sikre sig stillinger ved de habsburgske hoffer i det nordlige Italien. Med disse formål for øje besluttede Leopold, at Nannerl og hendes mor skulle blive hjemme. En beslutning, de ikke billigede, men som var udtryk for såvel økonomisk som praktisk sans.
I månederne før deres afrejse komponerede Wolfgang på livet løs og opnåede ærkebiskop Siegmund Christoph von Schrattenbachs anerkendelse, der som Leopolds arbejdsgiver skulle give sit samtykke til rejsen. Med rejsetilladelsen fulgte en gave på 600 floriner i oktober. Wolfgang fik den honorære titel Konzertmeister med en antydning om, at det honorære kunne ophæves, og at der ville følge penge med ved hans tilbagevenden.

## Første rejse, december 1769 – marts 1771

### Rejsen til Milano
Den 13. december 1769 rejste Leopold og Wolfgang fra Salzburg, udstyret med vidnesbyrd og breve, som Leopold håbede ville lette deres rejse. Blandt de vigtigste var en introduktion til Grev Karl Joseph Firmian i Milano, der beskrives som "Konge af Milano", en indflydelsesrig og kultiveret kunstprotektor. Hans støtte vil være afgørende for en vellykket gennemførelse af hele rejsen i Italien.
Fader og søn rejste via Innsbruck, hvorfra turen gik stik syd til Brennerpasset og ind i Italien. De fortsatte gennem Bolzano og Rovereto til Verona og Mantova, før de tog vestover i retning af Milano. Leopolds finansielle planer for rejsen var stort set de samme som for familiens dannelsesrejse; rejse og opholdsudgifter skulle dækkes gennem koncertvirksomhed. De ca. 550 kilometers vinterrejse var imidlertid vanskelig og varede seks ubehagelige uger, idet vejret tvang dem til at gøre forlængede ophold undervejs. Leopold klagede i sine breve hjem over uopvarmede kroværelser: "... jeg fryser som en hund, alt hvad jeg rører er is". De første koncertudbytter var beskedne og ifølge Leopold beløb omkostningerne sig til omkring 50 floriner for en uge. Efter uklogt at have pralet med overskuddet på dannelsesrejsen var Leopold nu mere forsigtig med at afsløre finansielle oplysninger. Han begyndte at fremhæve sine udgifter og nedtone sine indtægter; fx skrev han: "... I det hele taget kommer vi ikke til at tjene meget i Italien ... Man må generelt acceptere beundring og bravoråb som betaling".
Det længste ophold på to uger fandt sted i Verona, hvor pressen rapporterede begejstret om Wolfgangs koncert den 5. januar 1770. Far og søn deltog i en opførelse af Guglielmis Ruggiero , som Wolfgang beskrev affærdigende i et brev til Nannerl. Drengen fik også sit portræt malet af en lokal kunstner, Saverio dalla Rosa. Dette ophold blev fulgt af et kortere ophold i Mantova, hvor Wolfgang gav en koncert på Accademia Filarmonica med et program der skulle teste hans evner under en opførelse samt hans talenter for prima vista-spil og improvisation. Ifølge en anmeldelse i pressen var publikum "lamslået" over dette "mirakel i musik, en af disse mærkelige mennesker, naturen lader blive født". I Mantova fik de nedladende modtagelse af fyrst Michael af Thurn und Taxis, som gennem en tjener meddelte dem, at han ikke havde lyst til at møde dem. Historikeren Robert Gutman formoder, at prinsen var bevidst om Affligio-affæren i Wien, og at han ikke ønskede kontakt med musikere, der ikke kendte deres plads. Til gengæld bød Grev Arco, hvis familie var medlemmer af hoffet i Salzburg, dem hjerteligt velkommen.
Parret kom til Milano den 23. januar og blev komfortabelt indkvarteret i San Marco-klosteret, ikke langt fra Grev Firmians palads. Mens de ventede på at få foretræde for greven, deltog de i Nicola Piccinis opera Cesare in Egitto. Senere bød Firmian dem velkommen med stor gæstfrihed og venskab og gav Wolfgang med en komplet udgave af Italiens førende dramatiske forfatter og librettist, Pietro Metastasios værker. Firmian var også vært ved en række koncerter med deltagelse af mange af byens notabiliteter, herunder den habsburgske ærkehertug Ferdinand, en mulig protektor for den unge komponist. Ved den sidste af disse koncerter, skrev Wolfgang en række arier til nogle af Metastasios tekster. De blev så godt modtaget, at Firmian bestilte Wolfgang at skrive en opera, der skulle indlede den følgende vinters karnevalssæson i Milano, præcis som Leopold havde håbet, at han ville. Wolfgang ville modtage et honorar på omkring 500 floriner og gratis logi under skriveprocessen og prøveforløbet. Leopold og Wolfgang forlod Milano den 15. marts og rejste mod syd til Firenze og Rom, idet de ville vende tilbage i efteråret. De medbragte anbefalingsskrivelser fra Firmian på deres rejse videre sydpå.
Indtil dette tidspunkt på turen syntes Wolfgang kun at komponeret lidt. Accademia Filarmonica-koncerten i Mantova havde budt på megen improvisation, men kun lidt af Wolfgangs egen musik; de eneste kompositioner, der med sikkerhed foreligger fra denne del af turen er arierne komponeret til den sidste Firmian-koncert, der indbragte ham en bestilling på en karnevalsopera. Disse arier er Se tutti i mali miei, KV 83/73p, Misero me, KV 77/73e og Ah più tremar..., KV 71. Symfoni i G-dur, KV 74, der blev afsluttet i Rom i april, kan have været påbegyndt i Milano.

### Fra Milano til Napoli
Det første stop på den sydgående rejse var Lodi, hvor Wolfgang afsluttede sin første strygekvartet, KV 80/73f. Efter et par dage i Parma rejste de til Bologna, ifølge Leopold et "center for mestre, kunstnere og forskere". Deres brev fra Firmian introducerede dem til Grev Pallavicini-Centurioni, en førende mæcen for kunst, som straks arrangerede en koncert for den lokale adel i sit palads. Blandt gæsterne var Giovanni Battista Martini, tidens førende musikteoretiker og Europas mest berømte ekspert i barok kontrapunkt. Martini modtog den unge komponist og prøvede ham med øvelser i fuga. Da Leopold altid havde øje for Wolfgangs fremtidsudsigter ved hofferne i Europa, var han ivrig efter et engagement med den store mester, men tiden var kort, så han arrangerede, at de kunne vende tilbage til Bologna om sommeren, så Martini kunne fortsætte undervisningen. De forlod Bologna den 29. marts udstyret med breve fra Pallavicini, som måske kunne bane vej for en audiens hos paven, Clemens XIV, i Rom.
Næste dag ankom de til i Firenze, hvor Pallavicinis anbefaling gav dem foretræde på Palazzo Pitti hos storhertugen og den kommende kejser Leopold. Han huskede familien fra 1768 i Wien og spurgte efter Nannerl. I Firenze traf de violinisten Pietro Nardini, som de havde mødt ved starten af deres dannelsesrejse i Europa; Nardini og Wolfgang optrådte sammen ved en lang aftenkoncert på hertugens sommerpalads. Wolfgang mødte også Thomas Linley, et engelsk vidunderbarn på violin, der var en af Nardinis elever. De to fik et tæt venskab, og de komponerede og spillede sammen, "ikke som drenge, men som mænd", som Leopold bemærkede. Gutman rapporterer, at "en melankolsk Thomas fulgte Mozarts vogn, da de tog til Rom den 6. april". Drengene mødtes aldrig igen; Linley døde efter en kort karriere som komponist og violinist, i en sejlsportsulykke i 1778 i en alder af 22.
Efter fem dages vanskelig rejse gennem vind og regn med ubehagelige overnatninger på kroer, som Leopold beskrev som ulækre, beskidte og uden ordentlig mad, nåede de Rom. Pallavicinis breve gjorde snart deres virkning, og møder med Cardinal Pallavicini, prins San Angelo di Napoli og Charles Edward Stuart, der gjorde krav på tronen i England, blev snart til noget. Leopold og Wolfgang så seværdighederne i byen og deltog i forestillinger for adelen. De besøgte det Sixtinske Kapel, hvor Wolfgang hørte Gregorio Allegris berømte Miserere, et komplekst korværk i ni dele, som han senere nedskrev efter hukommelsen. Nyheden om denne usædvanlige præstation nåede selv paven. Midt i alle disse aktiviteter havde Wolfgang travlt med at komponere. Han skrev contradanse KV 123/73g og arien Se ardire, e speranza KV 82/73o og færdiggjorde en G-dur-symfoni. Han kan også have skrevet andre symfonier i løbet af denne tid, men dette kan ikke bekræftes.
Efter fire travle uger rejste Leopold og Wolfgang til Napoli. Rejsende på ruten gennem det pontinske marskland, et sumpområde i Lazio, blev ofte chikaneret af røvere, så Leopold arrangerede en konvoj bestående af fire vogne. De ankom den 14. maj. Ved hjælp af anbefalingsbrevene fik de snart foretræde for ministeren, Marchese Tanucci, og William Hamilton, den britiske ambassadør, som de kendte fra London. De gav en koncert den 28. maj, som indbragte dem omkring 750 floriner (Leopold ville ikke afsløre det præcise beløb), og deltog i den første opførelse af Niccolò Jommellis opera Armida abbandonata på Teatro di San Carlo. Wolfgang var imponeret over både musikken og opførelsen, selv om han følte, at det var "for gammeldags og alvorligt for teatret". Han blev inviteret til at skrive en opera til San Carlos næste sæson, men måtte på grund af sit engagement i Milano afslå. Da der ikke var udsigter til, at de ville blive tilsagt til at spille koncert ved det kongelige hof, besluttede Leopold i sidste ende at forlade Napoli efter at have besøgt Vesuv, Herculaneum, Pompeji og de romerske bade i Baiae. Den 25. juni tog de postvognen til Rom.

### Retur fra Napoli
De gennemførte rejsen på kun 27 timer, men undervejs pådrog Leopold sig en benskade, som plagede ham i flere måneder. I Rom opnåede Wolfgang at komme i audiens hos paven og blive slået til ridder af den gyldne spore. Fra Rom begav de sig til det berømte Santa Casa, et pilgrimssted ved Loreto, hvorfra de tog kystvejen til Rimini – under militær beskyttelse, fordi vejen var udsat for angreb fra plyndrende pirater. Fra Rimini rykkede de ind i landet og nåede Bologna den 20. juli.
Leopolds måtte hvile sit ben. Imens komponerede Wolfgang en kort menuet, KV 122/73t, og en Miserere i a-mol, KV 85/73s. I mellemtiden modtog de librettoen til Milano-operaen; Leopold havde forventet Metastasios La Nitetti, men opgaven lød på Mitridate, re di Ponto af Vittorio Cigna-Santi. Den 10. august flyttede Leopold og Wolfgang ind i grev Pallavicinis palads, en sommerresidens, og blev der i syv uger, mens Leopolds ben gradvis bedredes, og Wolfgang arbejdede på recitativerne til operaen. I begyndelsen af oktober havde Leopold mere eller mindre genvundet sine kræfter, og de flyttede tilbage til byen, hvor Wolfgang, antager man, begyndte en studietid under Martini. Den 9. oktober overvejede man Wolfgangs medlemskab i Accademia Filarmonica, idet han havde forelagt sin antifon, Quaerite primum regnum, KV 86/73v som prøve på sin kunnen. Ifølge Gutman ville Wolfgangs "forkludrede" forsøg med denne uvante polyfoniske form under normale omstændigheder ikke være blevet antaget til seriøs overvejelse, men Martini stod klar med korrektioner og har sandsynligvis også betalt et gebyr for den unge komponist. Medlemskabet blev godkendt, og Leopold og Wolfgang rejste til Milano kort tid efter.

### Tilbage i Milano, oktober 1770 – februar 1771
Turen fra Bologna til Milano blev forsinket af storme og oversvømmelser, men Leopold og hans søn ankom den 18. oktober, ti uger før den første opførelse af Mitridate, rè di Ponto skulle stå. Wolfgang havde ondt i fingrene efter at have skrevet recitativer, men kunne ikke begynde at arbejde på arierne, før sangerne var til stede, da det var normalt på den tid, at komponisten samarbejdede med de vigtigste udøvende kunstnere om værket. Da sangere indfandt sig, opstod der problemer. Quirino Gasparini, der havde komponeret en tidligere version af Cigna-Santis Mitridate, prøvede at overtale primadonnaen, Antonia Bernasconi, til at bruge sin i stedet for Mozarts musik til hendes arier, men overtalelsesforsøget mislykkedes. "Gudskelov", skrev Leopold, "har vi overvundet fjenden". Den vigtigste tenor, Guglielmo d'Ettore, bad gentagne gange om at få sine arier skrevet om og sang en af Gasparinis arier i tredje akt; musikken er indført i den overleverede version af partituret til operaen.
Prøverne begyndte den 6. december. Wolfgangs beherskelse af italiensk diktion viste sig under indstuderingen af recitativerne, og en gennemgang af instrumentalmusikken viste hans professionalisme. Leopold skrev hjem: "En frygtelig masse ståhej er, velsignet være Gud, sikkert ovre, og Gud være lovet, endnu engang med ære!" Den 26. december dirigerede Wolfgang, siddende ved cembaloet, urpremieren på sin Mitridate, rè di Ponto på Milanos store operahus, Teatro Regio Ducale. Han var klædt til lejligheden i en rød frak foret med blåt satin og kantet med guld. Opførelsen var en triumf, og ved afslutningen på værket råbte publikum "Evviva il maestro!" ("Maestro længe leve!") og forlangte ekstranumre. Operaen gik 22 gange, og Gazetta di Milano uddelte smuk ros til værket: "Den unge maestro di capella, som endnu ikke er femten år gammel, studerer naturens skønhed og gengiver den prydet med den sjældneste musikalske gunst". Bernasconis arier "udtrykte levende følelserne og rørte hjertet". Senere reaktioner på operaen var mindre overstrømmende, og der er ingen dokumentation for yderligere opførelser af værket, før det blev genopført i Salzburg i 1971.
Da han således havde gennemført sin store opgave på turen, gav Wolfgang en koncert i Firmians palads den 4. januar 1771. Et par dage senere modtog han nyheden om også at have fået medlemskab i Accademia Filarmonica i Verona. Den 14. januar rejste de på to ugers ophold i Torino, hvor de mødte mange af de førende italienske musikere: den fornemme violinist Gaetano Pugnani, hans 15-årige elev, vidunderbarnet Giovanni Battista Viotti og komponisten Giovanni Paisiello, hvis opera Annibale in Torino Leopold mente var storslået. De vendte tilbage til Milano, hvor de fik en afskedsfrokost med Firmian inden deres afrejse til Salzburg den 4. februar.

### Rejsen hjem
På vejen tilbage til Salzburg opholdt Leopold og Wolfgang sig et stykke tid i Venedig med en indlagt pause på vejen i Brescia, hvor de så en opera buffa. I Venedig brugte Leopold sine anbefalingsbreve og blev introduceret for den lokale adel og forhandlede om en kontrakt for Wolfgang om en opera for Teatro San Benedetto. Wolfgang gav flere koncerter og spillede måske på Venedigs berømte ospidali, skoler for hittebørn, hvoraf nogle blev respekterede musikskoler. De blev velvilligt modtaget, men Leopold syntes utilfreds. "Faderen synes at være en smule pikeret", lød det i et brev til wienerkomponisten Johann Adolf Hasse og videre: "... de forventede formentlig, at andre ville søge efter dem, snarere end at de skulle søge efter andre". Hasse svarede: "Faderen er, som jeg ser den mand, i lige mål utilfreds overalt".
Leopold og Wolfgang forlod Venedig den 12. marts for at rejse til Padova, hvor de på en dag med en tur rundt til seværdighederne modtog en bestilling fra Don Giuseppe Ximenes, prins af Aragon, på et oratorium til byen. Historien om La Betulia Liberata er uklar; det er måske ikke blevet opført i Padova og måske slet ikke i Wolfgangs levetid. I Verona modtog han et par dage yderligere kommissioner. Wolfgang skulle komponere en serenata (eller en mindre opera), som skulle opføres i Milano i efteråret ved brylluppet mellem ærkehertug Ferdinand og hans brud, prinsesse Beatrice af Modena. Samtidig blev den unge komponist udset til at komponere en anden karnevalsopera til Milano til sæsonen 1772-1773 for et højere honorar. Dette skabte en datokonflikt, som forhindrede Wolfgang i at gå videre med San Benedetto-kontrakten. Far og søn skyndte sig derpå nordover og kom hjem til Salzburg den 28. marts 1771.
I sin gennemgang af denne første italienske rejse viser musikforsker Maynard Solomons undersøgelse ud fra Leopolds sparsomme oplysninger om finanserne, at rejsen indbragte dem en betydelig gevinst på måske så meget som 2.900 floriner. Udover den økonomiske vinding havde de opnået bred anerkendelse og den højeste italienske adels gunst. Wolfgang havde været i audiens hos paven og var blevet optaget på akademier i Bologna og Verona og havde desuden studeret hos Giovanni Martini. Solomon kalder dette Leopolds " finest hour and ... perhaps his happiest".

## Anden rejse, august – december 1771
I 1771 tog Leopold og Wolfgang endnu en gang til Milano, hvortil de ankom den 21. august. Wolfgang var ved at komponere serenataen til brylluppet mellem ærkehertug Ferdinand og prinsesse Beatrice. De delte logi med violinister, en sangmester og en oboist: et "menageri" var det, som Wolfgang spøgende skrev til Nannerl, "... dejligt for en komponist, for giver masser af ideer!" Han arbejdede med stor hast og blev færdig Ascanio in Alba lige i tide til den første generalprøve den 23. september.
Man forventede, at serenataen skulle være det mindste af værkerne ved bryllupsfesten, efter Hasses opera Ruggiero, men den 72-årige Hasse var ude af trit med den herskende teatersmag, og selv om hans opera blev rost af kejserinde Maria Theresa var modtagelsen generelt lunken, især i forhold til den triumf Ascanio in Alba fejrede. Leopold udtrykte glæde over begivenhedernes udvikling: "Ærkehertugen har for nylig bestilt to kopier", skrev han hjem. "Alle adelsmænd og andre henvender sig konstant til os på gaden for at lykønske Wolfgang. Kort sagt! Jeg beklager. Wolfgangs serenata har i den grad knust Hasses opera, så jeg ikke kan beskrive det." Hasse tog det pænt, at han var blevet overskygget og siges at have bemærket, at drengen ville få alle andre til at blive glemt.
Far og søn kunne forlade Milano i begyndelsen af november, men de blev en måned til, fordi Leopold håbede, at Ascanio in Albas succes ville føre til en bestilling hos Wolfgang fra en kongelig protektor. Han har tilsyneladende sendt en anmodning til ærkehertug Ferdinand den 30. november, som har sendt den videre til det kejserlige hof i Wien. Det er muligt, at Leopolds pres i Wien i forbindelse med La finta semplice stadig vakte mishag, eller at rygtet om at Hasse var blevet overstrålet havde nået kejserinden. Uanset årsagen var Maria Theresas svar til ærkehertugen utvetydigt, idet hun Mozart père et fils som "ubrugelige folk", hvis udnævnelse ville nedværdige den kongelige tjeneste, og tilføjede, at "sådanne mennesker rejser rundt i verden som tiggere". Leopold fik aldrig kendskab til dette brevs indhold, for da det nåede Milano, var han og Wolfgang taget af sted, skuffede, men stadig håbefulde. "Sagen er ikke slut; så meget kan jeg sige", skrev Leopold, da han og Wolfgang var på vej hjem. De ankom til Salzburg den 15. december.
Selv om de havde haft et hektisk program i løbet af dette korte besøg i Milano, havde Wolfgang stadig fundet tid til at skrive en symfoni i F-dur, KV 112 (nr. 13). Han lavede endnu en symfoni ud fra ouverturen til Ascanio in Alba ved at tilføje en finale til de to eksisterende satser. En anden symfoni, KV 96/111b, i C-dur har nogle ment blev komponeret under dette besøg i Milano, men der er faktisk tvivl om, hvornår (eller om) Wolfgang faktisk skrev den.

## Omvæltninger i Salzburg
Dagen efter Leopold og Wolfgang kom tilbage til Salzburg døde ærkebiskop Schrattenbach . Det satte Leopold, som havde uafklarede sager ved hoffet, i knibe. En del af hans løn blev stoppet i løbet af det andet italienske besøg, og Leopold ønskede den udbetalt, ligesom han gerne ville forfølge sagen om Wolfgangs løn som Konzertmeister, som Schrattenbach havde tilkendegivet kunne udbetales ved Wolfgangs tilbagevenden efter den første rejse til Italien.
Stillingen som kapelmester i Salzburg, som Leopold tidligere havde håbet på, skulle nu besættes, idet Giuseppe Lolli, der havde stillingen, var over 70 og klar til at på pension; Leopold været vicedirigent under Lolli og ville under almindelige omstændigheder være sikker på at følge ham i embedet. Men udnævnelsen skulle nu foretages af den nye ærkebiskop, hvis politik og holdninger var ukendte. Den 14. marts 1772 midt i forskellige politiske rænkespil var Grev Hieronymus von Colloredo valgt til ærkebispesædet som en kompromiskandidat, der var acceptabel for kejserhoffet i Wien.
Selv om han var upopulær i Salzburg, syntes denne udnævnelse først at være til Mozarts fordel: Leopolds tilbageholdte løn blev udbetalt, og den 31. august godkendte Colloredo betalingen af Wolfgangs løn som Konzertmeister. Den nye ærkebiskop begyndte at lede efter en uden for hoffet i Salzburg til stillingen som dirigent. Han endte med den italienske Domenico Fischietti, der var flere år yngre end Leopold. I erkendelse af at hans chancer for forfremmelse nu sandsynligvis var uigenkaldeligt tabt på gulvet, baserede Leopold sine forhåbninger om en komfortabel alderdom på Wolfgang, hvilket øgede behovet for den tredje italienske rejse, der begyndte i oktober 1772.

## Tredje rejse, oktober 1772 – marts 1773
Leopold og Wolfgang vendte altså tilbage til Milano, hvor Wolfgang skulle færdiggøre sin anden karnevalsopera, der var blevet bestilt ved slutningen på den første tur efter en vellykket opførelse af Mitridate, re di Ponto. Teksten blev Lucio Silla af Metastasio efter en original af Giovanni de Gamerra. Wolfgang fandt ind i den velkendte rutine med at komponere hurtigt, mens han måtte håndtere problemer med sangere, der kom for sent, og en tenor, der måtte trække sig på grund af sygdom. Leopold rapporterede den 18. december, at tenoren var kommet, at Wolfgang var i gang med at komponere hans arier i en frygtelig fart, og at prøverne var i fuld gang. Uropførelsen den 26. december var kaotisk: Dens start blev forsinket to timer, fordi ærkehertug Ferdinand kom sent til operahuset, der var skænderier mellem hovedrolleindehaverne, og spilletiden blev yderligere forlænget, fordi man, som praksis var på den tid, indsatte balletter i forestillingen, som derfor ikke var overstået før kl. 2 den følgende morgen. Ikke desto mindre blev de efterfølgende forestillinger vel modtaget. Leopold skrev den 9. januar 1773, at teatret stadig var fuldt, og at premieren på sæsonens anden opera, Giovanni Paisiellos Sismano nel Mogul, var blevet udsat, så Wolfgangs opera kunne få flere opførelser; den nåede 26 forestillinger i alt. En sådan succes for den nye opera var dog kun kortvarig; i løbet af de næste par år blev librettoen sat i musik af flere andre komponister, herunder Wolfgangs vejleder i London, Johann Christian Bach.
Leopold, der var uvidende om kejserindens synspunkter, fortsatte med at forfølge sine mål for Wolfgang ved at ansøge hos storhertug Leopold af Toscana, kejserindens tredje søn. Ansøgningen blev kraftigt støttet af grev Firmian, og Leopold skrev i et kodet brev hjem, at han var ganske håbefuld. Mens Mozart ventede på et svar, komponerede Wolfgang en række "milanesiske strygekvartetter", KV 155/134a til KV 160/159a, og den berømte motet Exsultate, jubilate, KV 165. Leopold måtte ty til en nødløgn for at forklare sit forlængede ophold i Milano og hævdede at lide af en svær gigt, der forhindrede hans rejse. Hans kryptograferede breve til sin kone Anna Maria forsikrede hende om, at han i virkeligheden havde det godt, men opfordrede hende til at sprede historien om hans sygdom. Han ventede det meste af januar og hele februar på storhertugens svar. Det var negativt og kom den 27. februar. Det vides ikke, om storhertugen var påvirket af sin mors udtalelse om familien Mozart, men hans afvisning gjorde effektivt en ende på Leopolds håb om at sikre Wolfgang en italiensk kontrakt. Leopold og Wolfgang havde intet andet valg nu end at vende tilbage til Salzburg. De forlod Milano den 4. marts og nåede hjem ni dage senere. Hverken far eller søn besøgte Italien siden.

## Evaluering
Maynard Solomon opsummerer de italienske rejser som en stor triumf, men foreslår, at de fra Leopolds synspunkt også betød en stor fiasko. De havde uden tvivl fået et økonomisk udbytte af dem, og Wolfgang havde udviklet sig til en kunstnerisk anerkendt komponist. Selv om de ikke havde fået en ensartet hjertelig modtagelse overalt, hvor de kom – de havde fået den kolde skulder af hoffet i Napoli og Prinsen af Thurn og Taxis havde ydmyget dem – havde italienerne generelt reageret med begejstring. Wolfgang var blevet modtaget og slået til ridder af paven, han var blevet medlem af filharmoniske selskaber og havde studeret hos Italiens største musiklærde, Giovanni Martini. Frem for alt var han blevet accepteret som en komponist af italiensk opera af et førende operahus og havde færdiggjort tre kommissioner, der var endt med anerkendte forestillinger. Turene til Italien medførte også andre kompositioner, herunder et oratorium i fuld skala, flere symfonier, strygekvartetter og en lang række mindre værker.
Fiaskoen bestod i Leopolds manglende evne, til trods for hans vedholdenhed, til at sikre en prestigefyldt udnævnelse for enten sig selv eller for Wolfgang. Leopold var åbenbart ikke klar over det negative lys, han generelt blev set i; han har dog opfattet, at der var noget, der hindrede hans italienske ambitioner, og i sidste ende erkendte han, at han ikke kunne overvinde de kræfter, der virkede imod ham, hvad de end var. Wolfgangs italienske triumfer viste sig også kortvarige, og til trods for den kritiske og folkelige succes hans operaer nød i Milano, blev han ikke inviteret til at skrive nye værker, og der var ingen yderligere kommissioner fra nogen af de andre byer, han havde besøgt. Da alle håb om en italiensk hofudnævnelse var ude, søgte Leopold at sikre familiens fremtid på anden måde: "Vi må ikke gå under, for Gud skal hjælpe os. Jeg har allerede udtænkt nogle planer."
Wolfgang var gennem sine færdigheder på cembalo og violin og sin kompositoriske erfaring kvalificeret til en stilling som kapelmester, men som blot 17-årig var han for ung. Han fortsatte derfor, om end med stigende utilfredshed, som ansat hos Colloredo ved hoffet i Salzburg, indtil han fik sin afsked under sit ophold i Wien i 1781. Leopold, der ikke blev forfremmet fra sin stilling som vicedirigent, blev ved hoffet til sin død i 1787.